# Presiune atmosferică

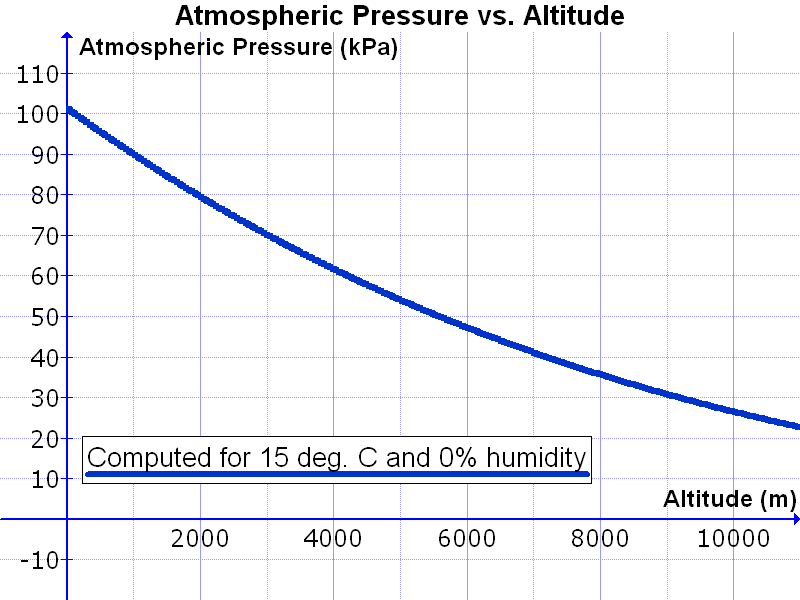
Variația presiunii atmosferice în troposferă în funcție de altitudine, calculată pentru 15 °C și 0% umiditate relativă, conform atmosferei standard

Presiunea atmosferică reprezintă presiunea exercitată de aerul din atmosferă asupra scoarței terestre. Atmosfera, care înconjoară globul pământesc, exercită o presiune anumită asupra suprafeței pământului și asupra tuturor oamenilor, animalelor și obiectelor, care se află pe el. Presiunea se măsoară cu barometrul și valoarea ei poate fi exprimată în mai multe unități de măsură, cel mai adesea în milimetri coloană de mercur (torr), dar și în kiloPascali sau atmosfere. Presiunea atmosferică la nivelul mării este de cca. 760 mm coloană de mercur (101325 Pa). De la valoarea de 760 mmHg provine denumirea de atmosferă fizică.

## Măsurare
Presiunea atmosferică se măsoară cu barometrul.
Presiunea aerului este condiționată de greutatea aerului atmosferic. Presiunea atmosferică care corespunde cu presiunea de la baza unei coloane de mercur cu înălțimea de 760 mm la temperatura de 0 °C la nivelul mării și la latitudinea de 45° este considerată presiunea normală, egală cu o atmosferă fizică, simbol „atm”.
În aceste condiții atmosfera apasă pe 1 cm2 de suprafață cu greutatea unei mase de aproximativ 1 kg, mai exact de 1.013,25 g. La stațiile meteorologice se folosește ca unitate de măsură a presiunii atmosferice milibarul (mb). Un milibar = 0,760 mmHg (mm coloană de mercur).
O atmosfera fizică (atm) = 1,01325 bar = 760 mmHg ≈ 1,033 Kgf/cm2.
Un bar ≈ 1,0197 Kgf/cm2 ≈ 0,987 atm ≈ 750 mmHg.
Pentru conversia presiunii exprimate în mmHg în milibari, mărimea dată se înmulțește cu 4/3 și viceversa, pentru convertirea milibarului în mm Hg, se înmulțește prima mărime cu 3/4.
Din anul 1980 a fost introdusă o nouă unitate de măsurare a presiunii - pascalul (Pa). Mărimea presiunii atmosferice de 750 mm Hg este aproximativ egală cu 100.000 Pa.
Datele despre presiunea atmosferică sunt comunicate în hectopascali - de 100 de ori mai mari decât Pa. Atunci 750 mmHg = 1000 hPa. Pentru recalcularea presiunii atmosferice, exprimate în mmHg în hectopascali, este necesar a se înmulți mărimea dată cu 4/3.
Uneori presiunea atmosferică este exprimată în mmHg (presiunea exercitată de o coloană de mercur cu înălțimea de 1 mm). Deoarece în această definiție intervine densitatea mercurului – mărime a cărei valoare se putea modifica odată cu creșterea preciziei mijloacelor de măsurare – prin convenție s-a stabilit că 760 mmHg = 1 atm (atmosferă fizică) = 101325 Pa. Atmosfera fizică este considerată ca „presiune normală” în definirea multor proprietăți fizico-chimice și corespunde aproximativ cu presiunea atmosferică la nivelul mării.

## Efecte asupra organismului uman
În condiții obișnuite, pe suprafața pământului oscilațiile presiunii atmosferice pot fi extrem de mici: 10-30 mm și oamenii sănătoși le suportă ușor și nu le percep. Dar unii bolnavi sunt foarte sensibili chiar și la astfel de oscilații neînsemnate de presiune. În cazuri aparte se observă devieri considerabile, care pot să apară ca un motiv direct de alterare a sănătății omului.
Aerul este un amestec de azot în proporție de 78,08%, oxigen 20,93%, dioxid de carbon 0,03-0,04%, gaze inerte 1% și cantități variabile de vapori de apă.
Schimbările de gaze dintre organism și atmosferă se efectuează în funcție de presiunea atmosferică la locul respectiv. La variația presiunii, fiecare gaz din acest amestec își va păstra proporția față de celelalte, însă în același volum de aer, numărul moleculelor se va mări atunci când presiunea va crește, sau se va micșora - dacă presiunea va scădea.
Modificările presiunii parțiale a diferitelor gaze ce intră în compoziția aerului atmosferic au consecințe asupra solubilității lor în lichidele și țesuturile organismului și, de rând cu alte modificări, duc la tulburările care apar la acțiunea presiunii atmosferice crescute și scăzute.
Compoziția chimică a atmosferei, componența gazoasă:
- Azot (N2) - 78,0 %;
- Oxigen (02) - 20,93 %;
- Dioxid de carbon (C02) - 0,03 %;
- Argon (Ar) - 0,937 %;

Activitatea muncitorilor cere în unele cazuri efectuarea unor procese în condiții de presiune atmosferică ridicată sau scăzută care depășesc cu mult limitele obișnuite la care organismul este adaptat. Presiuni atmosferice mici se întâlnesc la altitudini mari, astfel că exemple de persoane afectate de astfel de presiuni sunt aviatorii și alpiniștii. Presiuni atmosferice superioare celor de la nivelul mării se întâlnesc doar în mine. Un studiu privind presiunea în minele foarte adânci arată că într-o mină cu adâncimea de 5000 m presiunea este echivalentă cu cea de la o scufundare în apă la adâncimea de 7 m, ceea ce nu produce efecte de decompresiune, narcoză sau intoxicație și nu creează nicio problemă pentru o persoană sănătoasă.